# Prekornica
Prekornica - masyw górski w Górach Dynarskich. Leży w Czarnogórze. Jego najwyższy szczyt Kula osiąga wysokość 1927 m.